# 체크무늬코끼리땃쥐
체크무늬코끼리땃쥐(Rhynchocyon cirnei)는 아프리카 코끼리땃쥐의 일종이다.

## 서식지 및 분포
콩고민주공화국과 말라위, 모잠비크, 탄자니아, 우간다, 잠비아에서 발견되며, 중앙아프리카공화국에서도 서식하는 것으로 추측하고 있다. 자연서식지는 아열대 또는 열대 기후 지역의 건조림과 습윤 저지대 숲, 습윤 산지 숲, 건조한 관목지대이다. 서식지 감소로 멸종 위협을 받고 있다.